# クルセイダーズ (ラグビー)
クルセイダーズ（英: Crusaders）は、スーパーラグビー・パシフィックに参加するニュージーランドのラグビーユニオンチーム。本拠地はクライストチャーチのラグビーリーグパーク。

## 概要

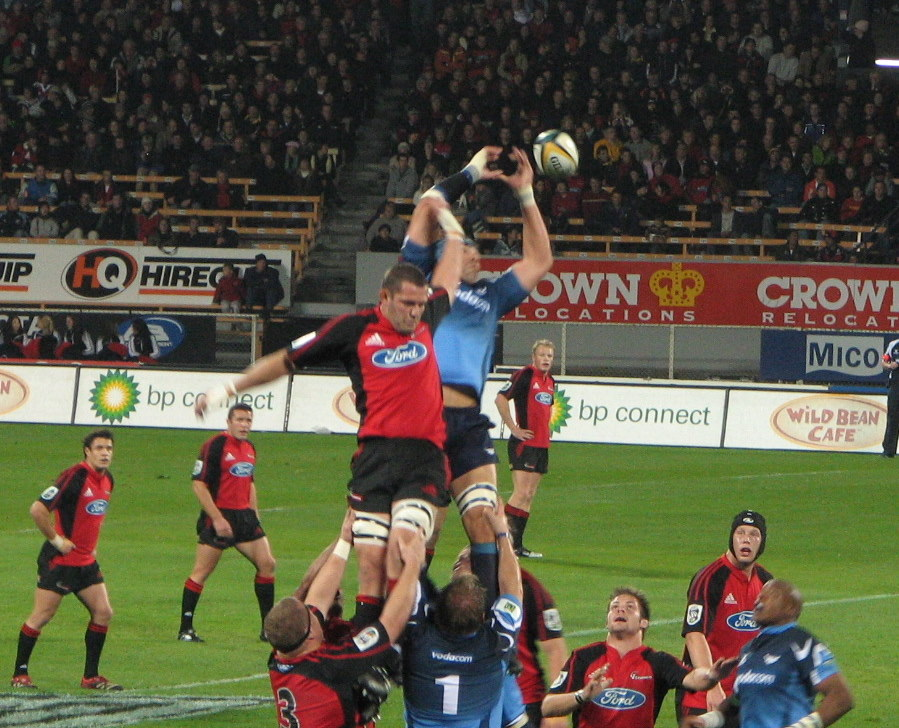
クルセーダーズ対ブルズの試合（赤と黒のユニフォームがクルセーダーズ）

ニュージーランド南島北部に位置するブラー、タスマン、カンタベリー、ミッド・カンタベリー、サウス・カンタベリー、ウエストコーストの各ラグビー協会所属選手とドラフト選手から選抜され、編成されるチーム。1996-1999シーズンのチーム名はカンタベリー・クルセイダーズ。
スーパーラグビーが開催される毎年2月から7月までの期間限定チームである。スーパー12、スーパー14、スーパーラグビー・パシフィックを合わせ、歴代最多の優勝12回を誇る。
選手層が厚く、地元地域から優秀な選手が多く選抜されドラフトによる選手獲得は少ない。毎年ラグビーニュージーランド代表（オールブラックス）に多くの選手が選抜される。
チームカラーは赤と黒。

## マタトゥ
2022年から始まった女子のスーパーラグビー大会「スーパーラグビー・アウピキ」に出場する、女子15人制チームは、ニュージーランド南島全体を代表した編成で、チーム名を「マタトゥ（Matatū）」という。
マタトゥ（Matatū）は、tūmanawa（トゥマナワ＝決意の犠牲）、tūaho（トゥアホ＝遺産）、tūhono（トゥホノ＝つながり）、tūtira（トゥティラ＝団結）を象徴する言葉。

## 歴史
1996年創設。1999シーズンまでのチーム名はカンタベリー・クルセイダーズ。
2000年から2008年にかけて名将ロビー・ディーンズがチームを指揮した。ディーンズ在任中に優勝5回。
2008年から2016年までは元オールブラックスキャプテンのトッド・ブラックアダーがチームを率いた。
2017年から2023年までスコット・ロバートソンがチームを率いた。
2024年、ロブ・ペニーがヘッドコーチに就任。

## タイトル
- スーパー12優勝　5回（1998年、1999年、2000年、2002年、2005年）
- スーパー14優勝　2回（2006年、2008年）
- スーパーラグビー優勝　3回（2017年、2018年、2019年）
- スーパーラグビー・アオテアロア優勝　2回（2020年・2021年）
- スーパーラグビー・パシフィック優勝　3回（2022年・2023年・2025年）

## 成績

### スーパーラグビー戦績
| シーズン | 大会名                         | 試合数 | 勝 | 分 | 敗 | 順位 | 参加チーム数 | プレーオフ |
| -------- | ------------------------------ | ------ | -- | -- | -- | ---- | ------------ | ---------- |
| 1996     | スーパー12                     | 11     | 2  | 1  | 8  | 12位 | 12チーム     | ―          |
| 1997     | スーパー12                     | 11     | 5  | 1  | 5  | 6位  | 12チーム     | ―          |
| 1998     | スーパー12                     | 11     | 8  | 0  | 3  | 2位  | 12チーム     | 優勝       |
| 1999     | スーパー12                     | 11     | 7  | 1  | 3  | 4位  | 12チーム     | 優勝       |
| 2000     | スーパー12                     | 11     | 8  | 0  | 3  | 2位  | 12チーム     | 優勝       |
| 2001     | スーパー12                     | 11     | 4  | 0  | 7  | 10位 | 12チーム     | ―          |
| 2002     | スーパー12                     | 11     | 11 | 0  | 0  | 1位  | 12チーム     | 優勝       |
| 2003     | スーパー12                     | 11     | 8  | 0  | 3  | 2位  | 12チーム     | 準優勝     |
| 2004     | スーパー12                     | 11     | 7  | 0  | 4  | 2位  | 12チーム     | 準優勝     |
| 2005     | スーパー12                     | 11     | 9  | 0  | 2  | 1位  | 12チーム     | 優勝       |
| 2006     | スーパー14                     | 13     | 11 | 1  | 1  | 1位  | 14チーム     | 優勝       |
| 2007     | スーパー14                     | 13     | 8  | 0  | 5  | 3位  | 14チーム     | ベスト4    |
| 2008     | スーパー14                     | 13     | 11 | 0  | 2  | 1位  | 14チーム     | 優勝       |
| 2009     | スーパー14                     | 13     | 8  | 1  | 4  | 4位  | 14チーム     | ベスト4    |
| 2010     | スーパー14                     | 13     | 8  | 1  | 4  | 4位  | 14チーム     | ベスト4    |
| 2011     | スーパーラグビー               | 16     | 11 | 1  | 4  | 3位  | 15チーム     | 準優勝     |
| 2012     | スーパーラグビー               | 16     | 11 | 0  | 5  | 4位  | 15チーム     | ベスト4    |
| 2013     | スーパーラグビー               | 16     | 11 | 0  | 5  | 4位  | 15チーム     | ベスト4    |
| 2014     | スーパーラグビー               | 16     | 11 | 0  | 5  | 2位  | 15チーム     | 準優勝     |
| 2015     | スーパーラグビー               | 16     | 9  | 0  | 7  | 7位  | 15チーム     | ―          |
| 2016     | スーパーラグビー               | 15     | 11 | 0  | 4  | 7位  | 18チーム     | ベスト8    |
| 2017     | スーパーラグビー               | 15     | 14 | 0  | 1  | 2位  | 18チーム     | 優勝       |
| 2018     | スーパーラグビー               | 16     | 14 | 0  | 2  | 1位  | 15チーム     | 優勝       |
| 2019     | スーパーラグビー               | 16     | 11 | 2  | 3  | 1位  | 15チーム     | 優勝       |
| 2020     | スーパーラグビー・アオテアロア | 8      | 6  | 1  | 1  | 1位  | 5チーム      | ―          |
| 2021     | スーパーラグビー・アオテアロア | 8      | 6  | 0  | 2  | 1位  | 5チーム      | 優勝       |
| 2022     | スーパーラグビー・パシフィック | 14     | 11 | 0  | 3  | 2位  | 12チーム     | 優勝       |
| 2023     | スーパーラグビー・パシフィック | 14     | 10 | 0  | 4  | 2位  | 12チーム     | 優勝       |
| 2024     | スーパーラグビー・パシフィック | 14     | 4  | 0  | 10 | 9位  | 12チーム     | ―          |
| 2025     | スーパーラグビー・パシフィック | 14     | 11 | 0  | 3  | 2位  | 11チーム     | 優勝       |

## スコッド
2025シーズンのスコッド（2025年1月現在）
| プロップ - ジョージ・バウワー - フィンレイ・ブルーイス - セブ・カルダー - フレッチャー・ニューウェル - カーショー・サイクスマーティン - タマティ・ウィリアムズ フッカー - ジョージ・ベル (ラグビー選手) - イオアネ・モアナヌ - コーディー・テイラー ロック - スコット・バレット - テイラー・ケーヒル - ジェイミー・ハンナ - アントニオ・シャルフォーン - キンテン・ストレンジ | フランカー/No.8 - フレッチャー・アンダーソン - イーサン・ブラックアダー - トム・クリスティー - ドミニック・ガーディナー - カレン・グレイス - コーリー・ケロー - クリスチャン・リオ＝ウィリー - ハビエル・サイフォロイ スクラムハーフ - ミッチェル・ドラモンド - ノア・ホッサム - カイル・プレストン フライハーフ - タハ・ケマラ - ジェームズ・オコーナー - リヴェス・レイハナ | センター - リーバイ・アウムア - ブレイドン・エノー - デービッド・ハヴィリ - ダラス・マクラウド ウイング - チャイ・フィハキ - ジョニー・マクニコル - セヴ・リース - アキ・トゥイヴァイララ フルバック - マッカ・スプリンガー - ウィル・ジョーダン |
| | | |
| はキャプテン。 | | |

## 歴代所属選手
ヘッドコーチ
- ウェイン・スミス（元ヘッドコーチ（1997年 - 1999年））
- ロビー・ディーンズ（元ヘッドコーチ（2000年 - 2008年））
- トッド・ブラックアダー（元選手（1996年 - 2001年）、ヘッドコーチ（2008年 - 2016年） ）
- スコット・ロバートソン（元選手（1996年 - 2003年）、ヘッドコーチ（2017年 - 現在） ）

選手
- レオン・マクドナルド
- マーク・ロビンソン
- ダン・カーター
- リッチー・マコウ
- モセ・トゥイアリイ
- スコット・ハミルトン
- トニー・マーシュ
- ビリモニ・デラサウ
- ウェブ将武
- ジェレミー・スア
- ナシ・マヌ
- ライアン・クロッティ
- ジャレッド・ペイン
- ロスアイザック
- アンドリュー・マーティンズ
- ジミー・トゥポウ
- ジャスティン・マーシャル
- ルーベン・ソーン
- レイ・リーロ
- キーロン・フォノティ
- トム・マーシャル
- リコ・ギア
- テルサ・ベアイヌ
- フェトゥイ・パエア
- ショーン・メイトランド
- トム・テイラー
- ソニー・ビル・ウィリアムズ
- パトリック・オズボーン
- ショーン・ワイヌイ
- ベン・ヴォラヴォラ
- ブレンドン・オコナー
- ザック・ギルフォード
- レオン・フコフカ
- ヘイデン・ベットウェル＝カーティス
- ベン・ファネル
- ネマニ・ナドロ
- ロブ・トンプソン
- セタ・タマニバル
- ブレット・キャメロン
- ジェド・ブラウン
- ナフィ・ツイタヴァキ
- ピート・サム
- ジャック・ストラトン
- ネポ・ラウララ
- ミッチェル・ハント
- ビリー・ハーモン
- マット・トッド
- ティム・ベイトマン
- キーラン・リード
- マイケル・アラアラトア
- ルーク・ロマノ
- アンドリュー・マカリオ
- フェトゥカモカモ・ダグラス
- トム・サンダース
- シオネ・ハヴィリ・タリトゥイ
- レネ・レンジャー
- サイモン・ヒッキー
- キニ・ナホロ
- リッチー・モウンガ
- イザヤ・プニヴァイ
- パブロ・マテラ
- ブリン・ホール
- ジョージ・ブリッジ
- レスター・ファインガアヌク
- ジョー・ムーディ
- サム・ホワイトロック
- ウィリー・ハインツ
- ジャック・グッドヒュー